# Lambesc
Lambesc – miejscowość i gmina we Francji, w regionie Prowansja-Alpy-Lazurowe Wybrzeże, w departamencie Delta Rodanu.
Według danych na rok 1990 gminę zamieszkiwało 6698 osób, a gęstość zaludnienia wynosiła 103 osoby/km² (wśród 963 gmin regionu Prowansja-Alpy-W. Lazurowe Lambesc plasuje się na 101. miejscu pod względem liczby ludności, natomiast pod względem powierzchni na miejscu 99.).